# Piper PA-12
Die PA-12 Super Cruiser ist ein einmotoriges Leichtflugzeug des US-amerikanischen Flugzeugherstellers Piper Aircraft Corporation.

## Geschichte
Die PA-12 absolvierte 1945 den Erstflug und erlangte im Februar 1946 Serienreife. 
Hergestellt wurden insgesamt 3760 Stück, davon auch Varianten als Wasserflugzeug, welche heute noch vor allem als Buschflugzeug Verwendung finden. Die PA-12 ist in Deutschland relativ selten, deshalb sind gut erhaltene gebrauchte Exemplare, ähnlich wie bei der PA-18, sehr gefragt.

## Konstruktion
Die PA-12 ist der Nachfolger der Piper J-5 und besitzt nur geringfügige optische Änderungen. Die Maschine ist eine dreisitzige Version der Spornrad-Serie von Piper mit Lycoming-Vergaser-Boxermotoren von 125 PS Leistung und später auch stärkeren Motoren. Der Flugzeugrumpf und die Flügelflächen sind mit Gewebe überzogen. Sie ist der Super Cub PA-18 ähnlich, aber auf Grund der größeren Masse der PA-12 etwas träger im Steuerverhalten. Die Piper PA-14 ist die viersitzige Variante dieses Flugzeugs.

## Trivia
Zwei modifizierte Exemplare des Typs erlangten Berühmtheit, als im Dezember 1947 Major Clifford Evans und Major George Truman, zwei Offiziere der US Air Force, in vier Monaten die Welt erfolgreich umrundeten, der erste Versuch mit Flugzeugen dieser Klasse.

## Technische Daten
| Kenngröße            | Daten |
| -------------------- | --- |
| Besatzung            | 1 |
| Passagiere           | 2 |
| Länge                | 6,96 m |
| Spannweite           | 10,81 m |
| Höhe                 | 2,08 m |
| Leergewicht          | 480 kg |
| Startgewicht         | 750 kg |
| Reisegeschwindigkeit | 169 km/h |
| Dienstgipfelhöhe     | 5500 m |
| Reichweite           | 965 km |

Dreiseitenansicht

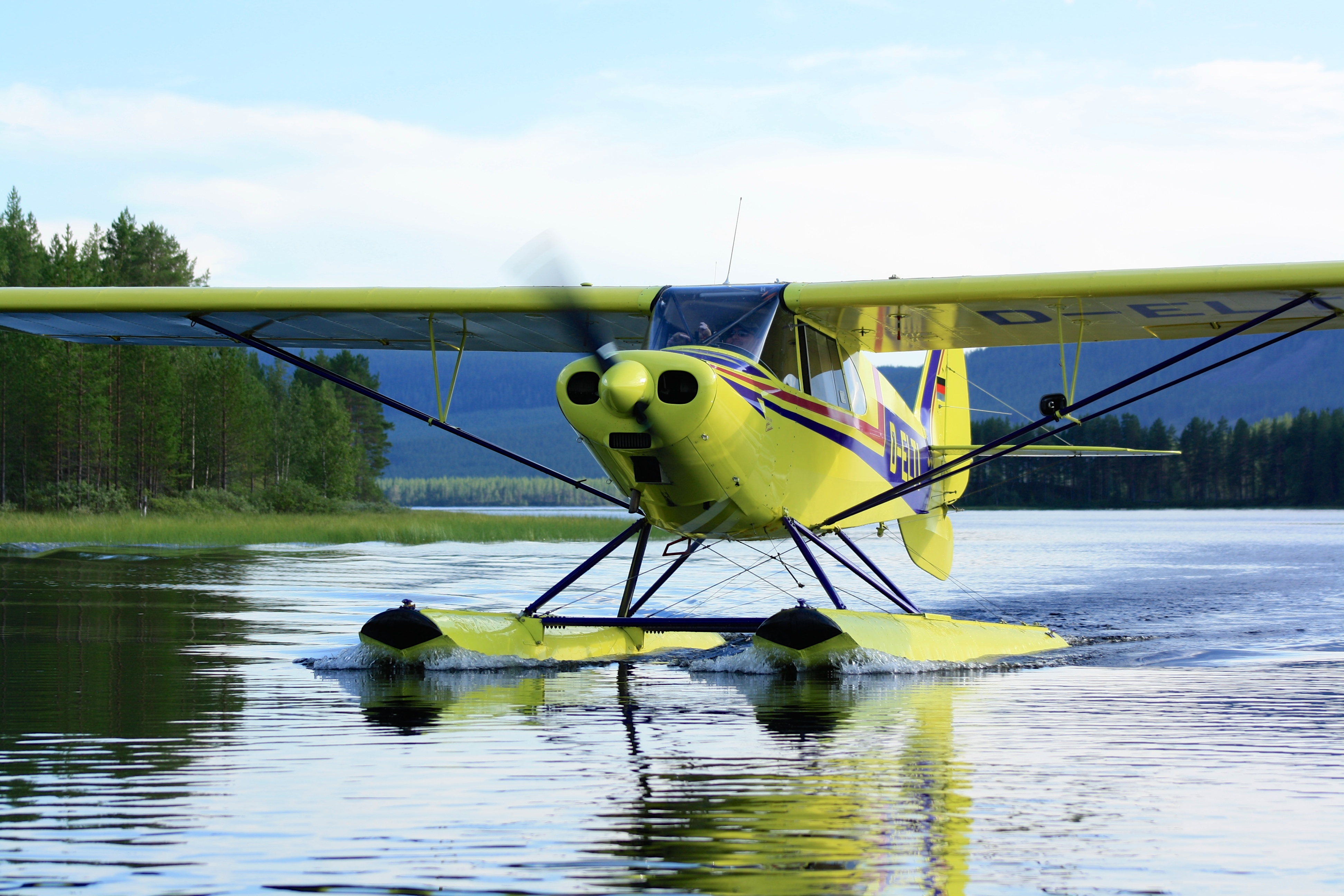
Piper PA-12 Super Cruiser umgerüstet auf Schwimmern auf dem Stavsjön in Schweden

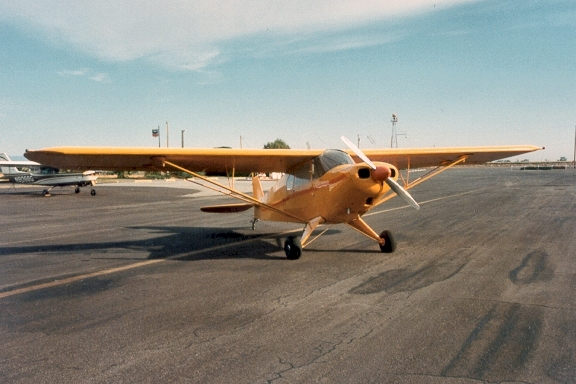
Piper PA-12-b

| Triebwerk            | Ein Lycoming O-235 C mit 100 PS oder Lycoming O-290 mit 125 PS oder Lycoming O-320 A mit 150 PS (alle mit Elektrostarter) |